# Actephila foetida
Actephila foetida är en emblikaväxtart som beskrevs av Karel Domin. Actephila foetida ingår i släktet Actephila och familjen emblikaväxter. Inga underarter finns listade i Catalogue of Life.